# 桑原海人
桑原 海人（くわはら かいと、2000年10月5日 - ）は、福岡県福岡市出身 のプロサッカー選手。JFL、ミネベアミツミFC所属。ポジションは、ディフェンダー（DF）。

## 来歴
小学校時代は三宅SSCでプレーし、小学校3～6年次にはFCバルセロナスクール福岡校に通った。また小学校6年次、アビスパ福岡のスクールにも通い始め、中学校からはアビスパ福岡U-15に所属。2016年、U-16日本代表に継続的に選出されて海外遠征に参加したが、十分なアピールをすることはできず、同年9月のAFC U-16選手権はメンバー外となった。アビスパ福岡U-18所属時の2017年夏には、3週間のブラジル留学を経験。2018年3月、トップチームに2種登録された。
2019年にトップチームへ昇格した。7月3日、天皇杯2回戦の鹿児島ユナイテッドFC戦でトップチームデビュー。2020年9月30日、J2第23節の栃木SC戦でスタメン出場しJリーグデビューを飾った。
2021年8月31日、レノファ山口FCへ育成型期限付き移籍。
2022年10月26日、移籍期間終了及び移籍元クラブであるアビスパ福岡との契約満了を発表。2日後の11月28日、カンセキスタジアムとちぎで行われたJリーグ合同トライアウトに出場した。
2023年1月10日、JFLの鈴鹿ポイントゲッターズに移籍加入。
2024年12月4日、鈴鹿を退団。
2025年2月21日、ミネベアミツミFCへの移籍を発表。

## 所属クラブ
- 三宅SSC
- アビスパ福岡U-15（東明館中学校[17]）
- アビスパ福岡U-18（東明館高等学校）
  - 2018年3月 - 同年12月  アビスパ福岡（2種登録選手）
- 2019年 - 2022年  アビスパ福岡
  - 2021年8月 - 2022年  レノファ山口FC（期限付き移籍）
- 2023年 - 2024年  鈴鹿ポイントゲッターズ / アトレチコ鈴鹿クラブ
- 2025年 -  ミネベアミツミFC

## 個人成績
| 国内大会個人成績 | 国内大会個人成績 | 国内大会個人成績 | 国内大会個人成績 | 国内大会個人成績 | 国内大会個人成績 | 国内大会個人成績 | 国内大会個人成績 | 国内大会個人成績 | 国内大会個人成績 | 国内大会個人成績 | 国内大会個人成績 |
| 年度             | クラブ           | 背番号           | リーグ           | リーグ戦         | リーグ戦         | リーグ杯         | リーグ杯         | オープン杯       | オープン杯       | 期間通算         | 期間通算         |
| 年度             | クラブ           | 背番号           | リーグ           | 出場             | 得点             | 出場             | 得点             | 出場             | 得点             | 出場             | 得点             |
| 日本             | 日本             | 日本             | 日本             | リーグ戦         | リーグ戦         | リーグ杯         | リーグ杯         | 天皇杯           | 天皇杯           | 期間通算         | 期間通算         |
| ---------------- | ---------------- | ---------------- | ---------------- | ---------------- | ---------------- | ---------------- | ---------------- | ---------------- | ---------------- | ---------------- | ---------------- |
| 2019             | 福岡             | 24               | J2               | 0                | 0                | -                | -                | 1                | 0                | 1                | 0                |
| 2020             | 福岡             | 24               | J2               | 2                | 0                | -                | -                | -                | -                | 2                | 0                |
| 2021             | 福岡             | 24               | J1               | 0                | 0                | 2                | 0                | 1                | 0                | 3                | 0                |
| 2021             | 山口             | 41               | J2               | 10               | 0                | -                | -                | -                | -                | 10               | 0                |
| 2022             | 山口             | 41               | J2               | 8                | 0                | -                | -                | 1                | 0                | 9                | 0                |
| 2023             | 鈴鹿             | 21               | JFL              | 25               | 0                | -                | -                | -                | -                | 25               | 0                |
| 2024             | 鈴鹿             | 7                | JFL              | 17               | 0                | -                | -                | -                | -                | 17               | 0                |
| 2025             | ミネベア         | 25               | JFL              |                  |                  | -                | -                |                  |                  |                  |                  |
| 通算             | 日本             | 日本             | J1               | 0                | 0                | 2                | 0                | 1                | 0                | 3                | 0                |
| 通算             | 日本             | 日本             | J2               | 20               | 0                | -                | -                | 2                | 0                | 22               | 0                |
| 通算             | 日本             | 日本             | JFL              | 42               | 0                | -                | -                | -                | -                | 42               | 0                |
| 総通算           | 総通算           | 総通算           | 総通算           | 62               | 0                | 2                | 0                | 3                | 0                | 67               | 0                |

- 2018年は2種登録選手（公式戦出場無し）

## 代表歴
- 2015年 U-15日本代表候補[18]
- 2016年 U-16日本代表